# Jérôme Joseph Goris
Jérôme-Joseph Goris, né le 6 mai 1761 à Catillon-sur-Sambre (Nord), et mort le 9 novembre 1828 à Cambrai (Nord), est un général français de la Révolution et de l’Empire.

## Biographie
Il a à peine 17 ans lorsqu'il s'enrôle le 10 octobre 1778, comme soldat dans les Gardes françaises. Il est promu le 30 avril 1791, au grade de caporal. Congédié par grâce, il rentre dans ses foyers le 14 décembre 1791. 
Au premier appel que la France fait à ses défenseurs, Goris, quoique marié et père de plusieurs enfants, s'arrache aux douceurs des affections de famille et aux soins de ses affections domestiques pour marcher à la frontière. Il est unanimement élu capitaine de la 2e compagnie du 6e bataillon du Nord le 20 octobre 1792, et est nommé chef de bataillon le 4 novembre 1792. Il fait les campagnes de 1792 et 1793 à l'armée du Nord. Le 2 avril 1793, pendant qu'il est avec son bataillon, à Bruay-sur-l'Escaut, entre Condé et Valenciennes, Goris est informé de la trahison de Dumouriez ; il rassemble aussitôt les officiers de son bataillon et leur déclare formellement que, si le général transfuge a l'audace, comme il l'a annoncé, de venir les passer en revue, son intention est de lui brûler la cervelle. Ses officiers lui ayant promis de le seconder, il prend ses dispositions pour n'être point surpris par les escadrons qui escortent le général déserteur. Inébranlable dans sa résolution, il attend avec impatience ; mais, comme il ne se présente point, Goris craignant que le moindre retard pût être funeste au salut de l'armée, prend sur lui de faire battre la générale.
La nouvelle de la trahison de Dumouriez se propage dans les rangs, les soldats, indignés et furieux, veulent marcher à sa recherche pour en faire prompte justice ; mais le commandant Goris ne croyant pas avoir des forces suffisantes pour tenter un coup de main dont la réussite est douteuse, s'oppose à une pareille entreprise ; il parvient à les calmer, et les conduit à Valenciennes, où ils sont reçus aux acclamations des habitants et de la garnison.
C'est ainsi que le patriotisme et l'énergie d'un seul homme, en donnant à temps l'éveil à toute l'armée, préserve la France du malheur de voir toutes ses places fortes livrées à l'ennemi. D'autres se sont attribué l'honneur d'avoir dévoilé ce complot, mais il est certain que l'initiative en appartient tout entière au 6e bataillon du Nord et à Goris. Blessé d'un coup de feu au côté droit le 8 messidor an II, à la bataille de Fleurus, il fait ensuite les campagnes de l'an III à l'an IX aux armées de Sambre-et-Meuse, du Rhin, d'Angleterre, de Naples et d'Italie. À l'organisation de l'an IV, le commandant Goris passe avec son bataillon dans la 17e demi-brigade d'infanterie de ligne. 
Le 1er floréal an V, au passage du Rhin, et dans le moment le plus critique, le général en chef place Goris en avant de Diersheim en lui ordonnant de tenir jusqu'à la dernière extrémité, afin d'empêcher l'ennemi de tourner le village. À peine Goris a-t-il pris position, que nos troupes, repoussées par des forces supérieures, laissent le bataillon de la 17e isolé et livré à lui-même. L'artillerie des Autrichiens emportent des files entières, le désordre et le découragement se mettent dans les rangs de ces braves. Cependant, Goris se porte en avant du front de bataille, et là, pour ranimer le courage des siens, il leur dit d'une voix ferme : « Soldats, je suis devant vous ! » La vue de leur chef, qui affronte ainsi avec tant de sang-froid un danger certain, inspire de la confiance aux plus timides, les rangs se resserrent, et, par sa bonne contenance, le bataillon impose aux Autrichiens, et contribue puissamment au succès de cette journée.
Nommé chef de brigade dans le même corps le 18 nivôse an VII, il est dirigé le 28 du même mois sur Bénévent. En arrivant aux Fourches caudines, la 17e, à la tête de laquelle il marche, se voit cernée par un corps de 9 à 10 000 hommes. Sommé de se rendre, Goris répond par le pas de charge, se fait jour à la baïonnette et sauve son corps d'une entière destruction. Ce fait d'armes est mentionné à l'ordre du jour du général en chef de l'armée de Naples, et vaut, au chef de brigade Goris, les félicitations du gouvernement. 
Le 10 floréal suivant, il se distingue de nouveau à la prise de Salerne, les Britanniques ayant débarqué des troupes dans cette ville, interceptent les communications de l'armée avec les deux Calabres. La 17e demi-brigade avec un bataillon italien sous les ordres du général Watrin, est chargée de les rétablir. Les Britannico-Napolitains, postés sur la montagne qui domine Salerne, sont protégés, en outre, par le feu d'une frégate britannique, embossée à peu de distance de la route. La position est difficile à enlever, mais Goris, sans calculer, se précipite vers l'ennemi. Marchant à mi-côte pour arriver au château, et placé entre le feu de la frégate et celui des troupes britannico-napolitaines, il gravit la montagne et s'avance au pas de charge la baïonnette en avant. Nos soldats escaladent le château, en brisent les portes, et, à un signal convenu, toute la colonne se précipite dans la ville, d'où les Britanniques sont chassés, après avoir éprouvé une perte considérable en tués et blessés. Cette action éclatante est mentionnée honorablement dans le rapport du général Watrin.
Le 1er messidor de la même année, jour où commence la bataille de la Trebbia, Goris, avec sa demi-brigade, soutient le choc d'une colonne russe qui se trouve sur les derrières de la division Dombrowski. Quoique les ennemis ont des forces douze fois supérieures aux siennes, il fait une résistance opiniâtre et ne se rend qu'après avoir perdu les deux tiers de son monde et épuisé toutes ses munitions. Cet acte de dévouement sauve la division Dombrowski. Rentré des prisons de l'ennemi peu de temps après, il continue de faire la guerre aux armées d'Italie pendant les ans VIII et IX.
Fait membre de la Légion d'honneur le 19 frimaire an XII, il est nommé colonel du 14e régiment d'infanterie légère le 15 nivôse suivant, et reçoit la croix d'officier de l'Ordre le 23 prairial de la même année. Employé à l'armée d'Italie pendant la campagne de l'an XIV, il sert en 1806 et 1807, à celle de Naples, et passe en 1808, aux îles Ioniennes, où il reste jusqu'en 1811.
Général de brigade le 6 août 1811, il est employé, par ordre du même jour, dans la 30e division militaire (Rome), et passe le 16 juin 1812, au commandement du département des Grande Armée le 1er mars 1813, il combat à Lutzen avec sa valeur accoutumée, et y est grièvement blessé d'un coup de biscaïen qui lui fracasse le genou droit. Il rentre en France par autorisation du 17 mai 1813, pour guérir sa blessure. 
Pendant le premier séjour des Bourbons en France, il reste en non-activité ; mais après le retour de l'Empereur de l'île d'Elbe, il est envoyé à Laon pour y organiser les gardes nationales. Admis à la retraite le 6 octobre 1815, il vit au sein de sa famille, lorsque les réactionnaires de cette époque le dénoncent comme conspirateur et le font condamner à l'exil. Il est mort le 9 novembre 1828 à Cambrai (Nord). 
Son fils, Simon Daniel Goris, suit les traces de son père dès l'âge de 16 ans et meurt au combat à 24 ans, en 1812.

## Source
- « Jérôme Joseph Goris », dans Charles Mullié, Biographie des célébrités militaires des armées de terre et de mer de 1789 à 1850, 1852 [détail de l’édition]
- Fastes de la légion d'honneur p. 247